# Cleora minutaria
Cleora minutaria là một loài bướm đêm trong họ Geometridae.